# DVD-R

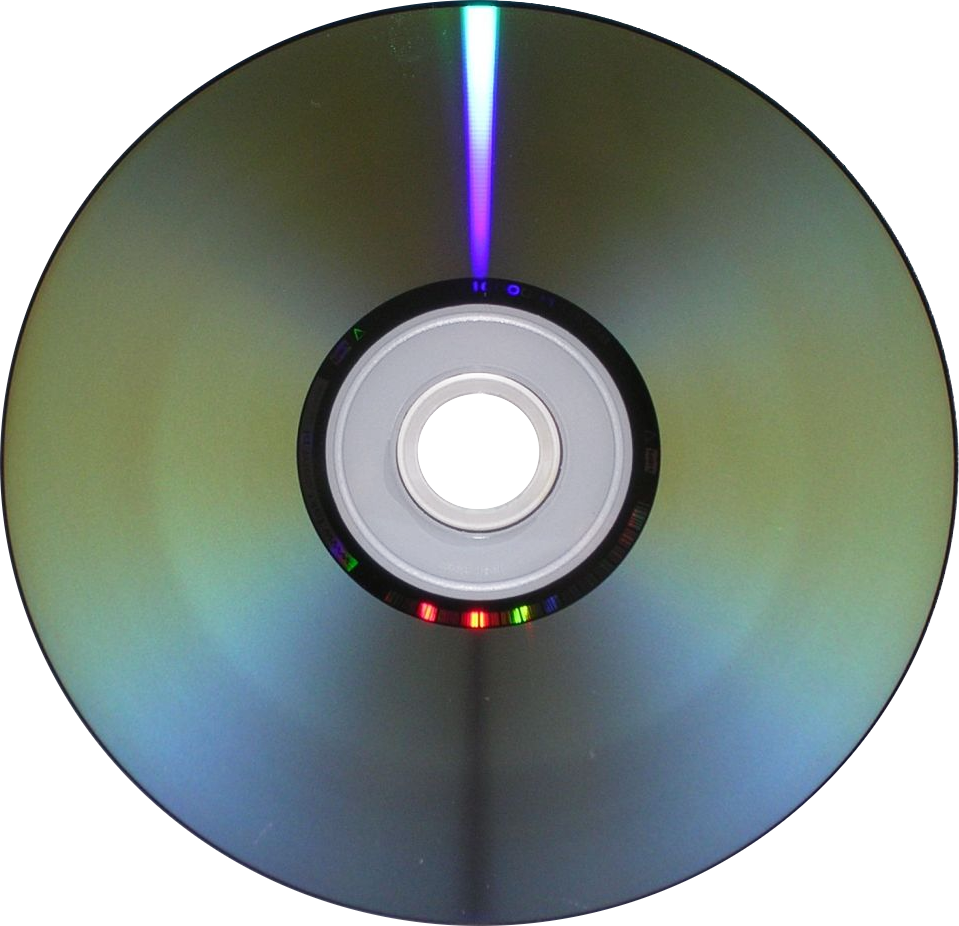
DVD-R, strona zapisywalna

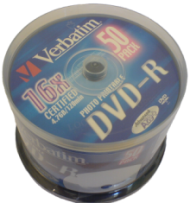
50 sztuk płyt DVD-R firmy Verbatim

DVD-R – jeden ze standardów jednokrotnego zapisu informacji na nośniku danych, jakim jest dysk optyczny DVD. Umożliwia zapis 4,7 GB (4,38 GiB) danych na jedną stronę nośnika, co w wypadku dysków dwustronnych daje pojemność 9 GB. Kompatybilny z DVD-R standard wielokrotnego zapisu informacji to DVD-RW.

## Historia
Standard DVD-R został wprowadzony jesienią roku 1997 przez firmę Pioneer Corporation. W 1999 roku pojawiły się płyty wielokrotnego zapisu DVD-RW. Aby chronić prawa autorskie, w 2000 roku DVD Forum ustaliło zmodyfikowany standard nazwany „DVD-R for General” (DVD-RG), a dotychczasowy standard nazwano „DVD-R for Authoring” (DVD-RA). Nagrywarki działające w systemie DVD-RG nie mogą nagrywać obszaru płyty odpowiedzialnego za kontrolę praw autorskich, w przeciwieństwie do urządzeń DVD-RA, co uniemożliwia tworzenie dokładnych kopii. Obecnie format DVD-R obsługiwany jest przez ponad 90% odtwarzaczy DVD.

## Technologia
Większą pojemność zapisu dysku DVD-R w stosunku do CD-R uzyskuje się dzięki zmniejszeniu rozmiaru zagłębień (pit) i wypukłości (land). Do zapisu i odczytu używa się lasera o długości fali 650 nm. Dyski tworzone są z dwóch krążków wykonanych z poliwęglanu, klejonych ze sobą w procesie produkcji. Pierwszy z nich zawiera warstwę zapisywalną, pokrytą aluminium i specjalnym barwnikiem, drugi służy tylko zachowaniu stabilności dysku podczas odczytu/zapisu. W dyskach dwustronnych oba krążki zawierają warstwę zapisywalną.

## Różnice DVD-R a DVD+R
Formaty DVD-R oraz DVD+R bardzo nieznacznie różnią się między sobą, choć oba są standardami jednokrotnego zapisu. Sposób użycia jest w obu przypadkach taki sam. Oba rodzaje płyt różnią się też techniką i prędkością nagrywania.
Trzeba być jednak ostrożnym, jeśli chodzi o płyty DVD-R, ponieważ czyste nośniki mają dwa standardy. Ten, którego należy używać, nazywa się „DVD-R do użytku ogólnego”. Ten drugi nosi nazwę „DVD-R do authoringu” i z powodu innego składu nadaje się tylko do masteringu. Ten rodzaj płyt DVD-R nie jest zazwyczaj szeroko dostępny.
1. Pojemność:
- DVD-R: 4 489 MB – 4 706 074 624 bajtów, czyli 4,383 GB,
- DVD+R: 4 483 MB – 4 700 372 992 bajtów, czyli 4,377 GB.

2. System adresowania:
- System adresowania sektorów na nienagranej płycie dla DVD-R: pre-pit/modulacja częstotliwościowa,
- System adresowania sektorów na nienagranej płycie dla DVD+R: ADIP/modulacja fazowa.

3. Częstotliwość pofalowania ścieżki:
- Częstotliwość pofalowania ścieżki prowadzącej dla DVD-R: 140,60 kHz,
- Częstotliwość pofalowania ścieżki prowadzącej dla DVD+R: 817,14 kHz.

4. Przeznaczenie
- DVD-R – Przechowywanie danych/materiały filmowe DVD,
- DVD+R – Przechowywanie danych.